# Neufchâtel-sur-Aisne
Neufchâtel-sur-Aisne är en kommun i departementet Aisne i regionen Hauts-de-France i norra Frankrike. Kommunen ligger  i kantonen Neufchâtel-sur-Aisne som ligger i arrondissementet Laon. År 2022 hade Neufchâtel-sur-Aisne 423 invånare.

## Befolkningsutveckling
Antalet invånare i kommunen Neufchâtel-sur-Aisne
Referens: INSEE